# Bojišina
Bojišina je naselje u gradu Leskovcu, Jablanički upravni okrug, Srbija. Prema popisu iz 2022. godine u Bojišini je živjelo 109 stanovnika.